# Myiotheretes fuscorufus
Gaúcho-de-peito-ruivo ou asa-ruiva-claro (Myiotheretes fuscorufus) é uma espécie de ave da família Tyrannidae.
Pode ser encontrada nos seguintes países: Bolívia e Peru.
Os seus habitats naturais são: regiões subtropicais ou tropicais húmidas de alta altitude e florestas secundárias altamente degradadas.

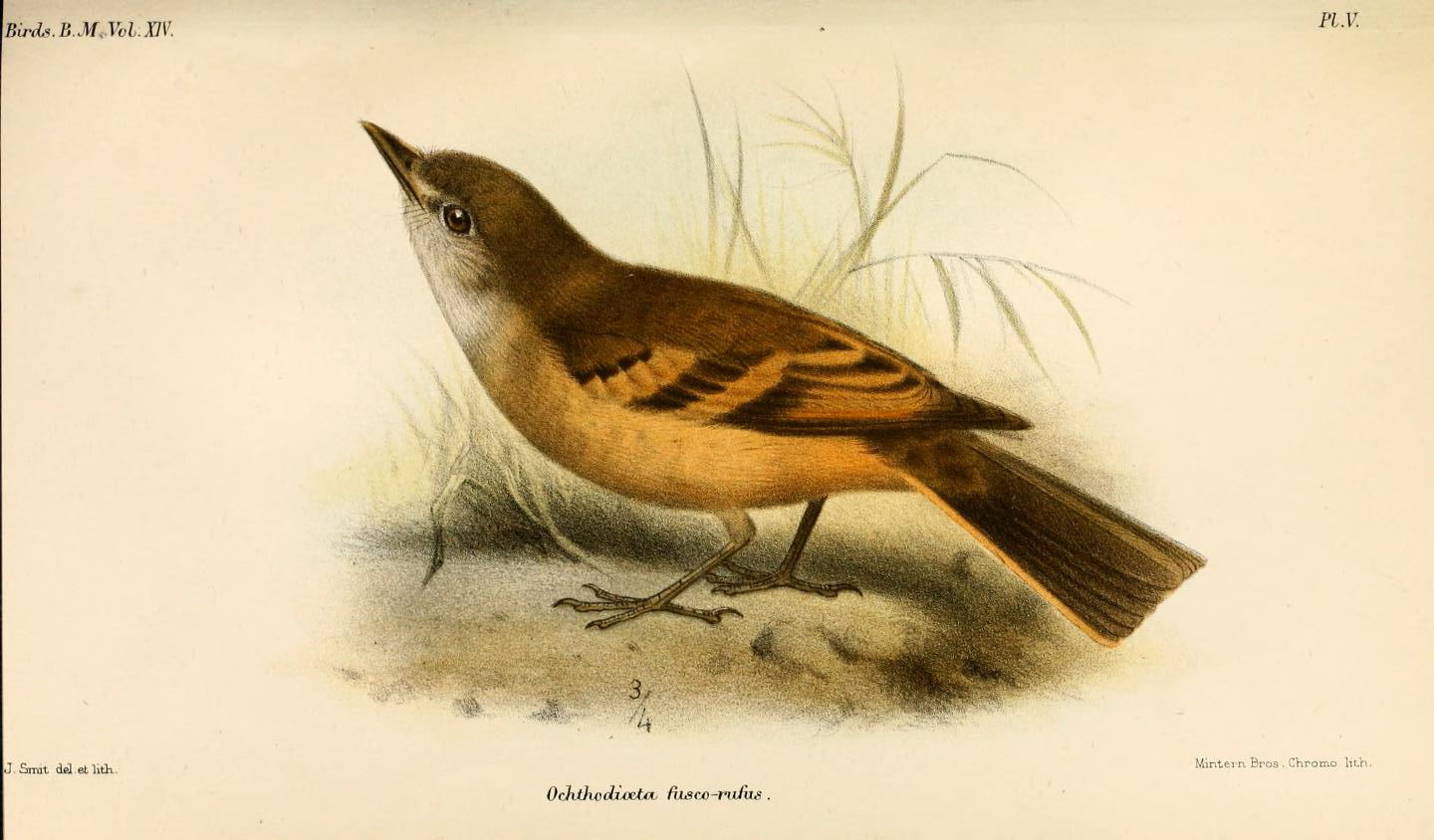